# John S. Barbour, Jr.
John S. Barbour, Jr. (Culpeper, 1820. december 29. – Washington, 1892. május 14.) az Amerikai Egyesült Államok szenátora (Virginia, 1889–1892).